# Route européenne 612
Pour les articles homonymes, voir Route 612.
La route européenne 612 est une autoroute italienne payante reliant Turin à Ivrée ou plus exactement à l'échangeur avec l'autoroute A5.

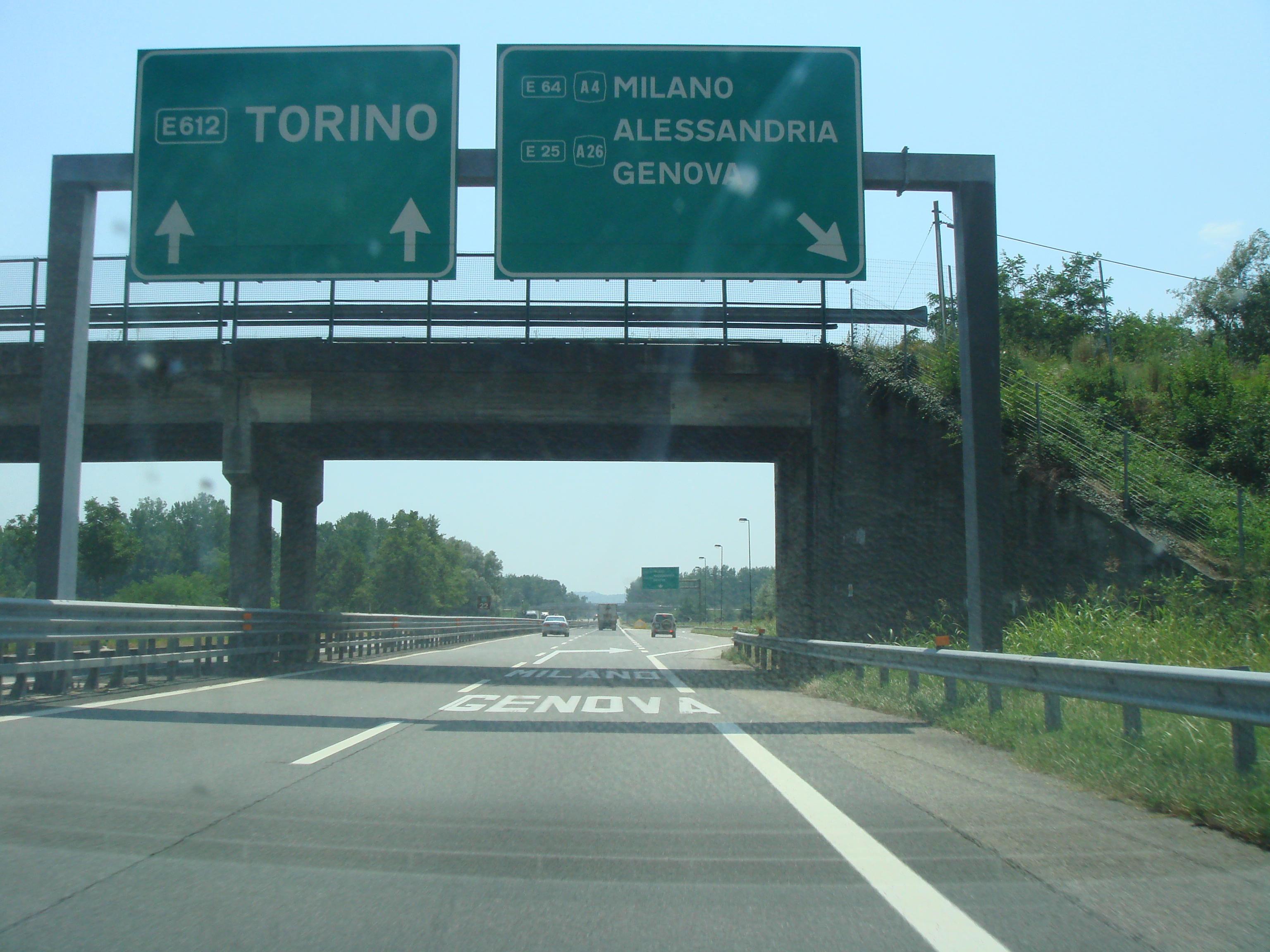
Vue de l'autoroute E612 au niveau d'Ivrée